# Grenna museum
Grenna Museum – Polarcenter är ett museum i Gränna. Polarcenter innehåller framför allt utställningen om Andrées polarexpedition, men där finns också delar av annan polarhistoria presenterad. På andra sidan av Brahegatan, mitt emot museet, ligger Andrées barndomshem.
Museet har en lokalhistorisk del i Franckska gården, Grännas äldsta hus från 1600-talets mitt, som bland annat presenterar polkagristillverkningen i Gränna och polkagrisens moder Amalia Erikson. I den lokalhistoriska utställningen kan man också lära sig mer om Gränna under olika decennier samt ta del av personporträtt.

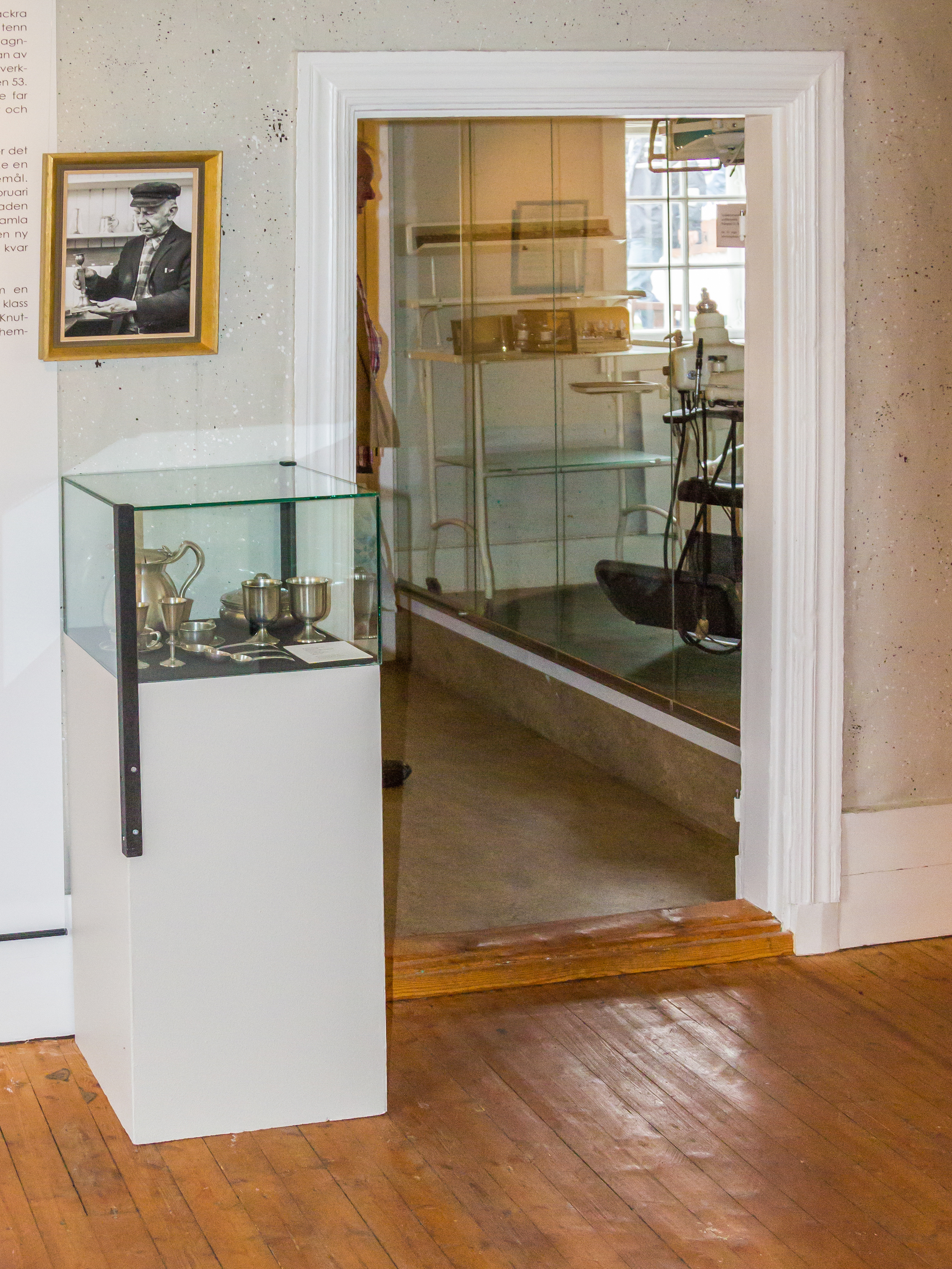
Interiörbild. I förgrunden en monter med föremål av Thorild Knutson på Gränna Tenn.